# Nishino-seto Strait
Die Nishino-seto Strait ist (japanisch 西の瀬戸 Nishi-no-seto, deutsch ‚Weststraße‘) ist eine schmale Meerenge in der Inselgruppe Flatvær vor der Prinz-Harald-Küste des ostantarktischen Königin-Maud-Lands. In der Lützow-Holm-Bucht trennt sie die Ongul-Insel von der Insel Ongulkalven.
Norwegische Kartographen kartierten sie anhand von Luftaufnahmen der Lars-Christensen-Expedition 1936/37. Wissenschaftler einer von 1957 bis 1962 durchgeführten japanischen Antarktisexpedition kartierten sie erneut und gaben ihr ihren deskriptiven Namen in Anlehnung an die geographische Position der Meerenge innerhalb der Inselgruppe Flatvær. Das US-amerikanische Advisory Committee on Antarctic Names übertrug diese Benennung im Jahr 1968 ins Englische.